# Выборы главы Чувашской Республики (2025)
Очередные выборы главы Чувашской Республики состоятся в Чувашской Республике в период с 12 по 14 сентября 2025 года в единый день голосования.
Глава избирается на 5 лет. На тот же срок избранный губернатор назначает членом Совета Федерации одного из трёх протеже, заявленных при выдвижении.
По состоянию на 1 января 2025 года в Чувашской Республике было зарегистрировано 908 307 избирателей.

## Предшествующие события
29 января 2020 года президент России Владимир Путин отстранил действовавшего главу Чувашской Республики Михаила Игнатьева от должности, в связи с утратой доверия президента. По словам пресс-секретаря президента России Дмитрия Пескова, во время смотра аварийно-спасательной техники 23 января Игнатьев поступил крайне неуважительно по отношению к офицеру МЧС, которого заставил подпрыгнуть за ключами от нового служебного автомобиля. На его место был назначен депутат Государственной Думы и председатель комитета Госдумы по делам национальностей Олег Николаев от партии «Справедливая Россия». Николаев ранее баллотировался на пост главы Чувашии в 2015 году и занял второе место, набрав 14,73 % голосов избирателей. Игнатьев пытался оспорить через Верховный суд России своё увольнение и предоставить ему положенные по региональному законодательству социальные гарантии, но впоследствии умер в июне 2020 года после заражения COVID-19.
На выборах 2020 года Николаев баллотировался в качестве самовыдвиженца, при поддержке «Справедливой России», «Единой России» и «Родины». Николаев победил на выборах, набрав 75,61 % голосов избирателей, в то время как его ближайший конкурент, депутат Государственного совета Чувашской Республики Александр Андреев от КПРФ набрал всего 10,29 % голосов. После отставки Александра Буркова с поста губернатора Омской области в марте 2023 года Николаев остался единственным российским губернатором от партии «Справедливая Россия — За правду».
26 марта 2025 года, во время встречи с президентом Путиным Олег Николаев объявил о своём намерении баллотироваться на второй срок. 23 мая Николаев объявил, что будет переизбираться как самовыдвиженец.

## Кандидаты
Согласно закону о выборах, кандидаты на пост главы Чувашской Республики могут быть выдвинуты зарегистрированными политическими партиями или путём самовыдвижения. Кандидатом может быть гражданин России, постоянно проживающий на территории страны, достигший 30-летнего возраста на день голосования, обладающий пассивным избирательным правом и не имеющий иностранного гражданства или вида на жительство. Для регистрации каждый кандидат должен собрать не менее 7 % подписей членов и глав муниципальных образований. Кроме того, самовыдвиженцы должны собрать 0,5 % подписей жителей Чувашии.
Партии «Единая Россия», КПРФ и «Родина» не стали выдвигать своих кандидатов на выборах и поддержали действующего главу Чувашии Николаева.
| Кандидат | Кандидат                     | Деятельность/должность (на момент выдвижения)                                           | Субъект выдвижения | Статус                               | Кандидаты в Совет Федерации |
| -------- | ---------------------------- | --------------------------------------------------------------------------------------- | ------------------ | ------------------------------------ | --------------------------- |
|          | Владимир Дмитриевич Ильин    | генеральный директор ООО «Чувашлифт»                                                    | Партия пенсионеров | зарегистрирован                      |                             |
|          | Максим Викторович Морозов    | генеральный директор ООО «Мариинско-Посадский Маслозавод»                               | «Новые люди»       | зарегистрирован                      |                             |
|          | Олег Алексеевич Николаев     | действующий глава Чувашской Республики                                                  | самовыдвижение     | зарегистрирован                      |                             |
|          | Владимир Сергеевич Савинов   | директор автономной некоммерческой организации «Бюро научных экспертиз»                 | «Зелёные»          | зарегистрирован                      |                             |
|          | Константин Олегович Степанов | депутат Государственного совета Чувашской Республики                                    | ЛДПР               | зарегистрирован                      |                             |
|          | Виктор Васильевич Фёдоров    | председатель правления общественной организации по защите детей и пенсионеров «Надежда» | самовыдвижение     | утратил статус выдвинутого кандидата | —                           |